# 스파이더맨 (드라마)
《스파이더맨》(일본어: スパイダーマン)은 1978년부터 1979년까지 TV 도쿄에서 방영된 일본의 특촬물 드라마이다. 마블 코믹스의 캐릭터 스파이더맨의 라이선스를 받아 만들어진 작품이지만, 원작과는 많은 차이가 있다. 오히려 슈퍼전대 시리즈로 이어지는 일본 특촬 드라마의 효시격인 작품이 되었다. 가야마 고스케(도도 신지)가 주인공 야마시로 다쿠야를 연기했으며, 스파이더맨으로 변신해 악당 철십자단과 싸운다. 21세기에 와서는 스파이더맨이 거대로봇을 타고 악당들과 싸우고 기묘한 대사를 치는 등 이질적인 모습으로 인터넷에서 밈으로써 소비되었다.

## 출연진

### 주연
- 가야마 고스케 - 야마시로 다쿠야 / 스파이더맨
  - 고가 히로후미(슈트액터)
- 미우라 리카 - 사쿠마 히토미
- 오야마 이즈미 - 야마시로 신코
- 야부키 요시하루 - 야마시로 다쿠지
- 니시자와 도시아키 - 스파이더 성인 / 가리아
- 무라카미 후유키 - 야마시로 박사
- 나카야 노보루 - 마미야 주조 인터폴 소속 수사관
- 리에 라인하트 - 여성 게릴라 베라
- 티나 마고 - 여성 게릴라 리타
- 안도 미쓰오 - 몬스터 교수
- 가가와 유키에 - 아마조네스
- 오히라 도루 - 내레이션